# Liste des évêques de Quimper et Léon
Les évêques de Quimper et Léon se succèdent sur le siège épiscopal de Quimper depuis que les anciens diocèses de Cornouaille et de Léon ont été réunis pour former une juridiction correspondant aux limites du département du Finistère, conformément à la loi sur la constitution civile du clergé, votée le 12 juillet 1790 par l'Assemblée nationale constituante qui instituait un diocèse par département. Les frontières du diocèse seront confirmées par le concordat de 1801 qui entérinera l'existence de cette nouvelle circonscription sous le nom de diocèse de Quimper et Léon.

## Évêques du Finistère
Pour les évêques antérieurs, voir Liste des évêques de Cornouaille et Liste des évêques de Léon.
- 1790-1794 : Louis-Alexandre Expilly de La Poipe, recteur de Saint-Martin-des-Champs, élu député du clergé du Léon en août 1788, préside à l'Assemblée Constituante la commission qui promulguera la constitution civile du clergé, premier évêque constitutionnel, sacré par Talleyrand à Paris, mais guillotiné le 22 mai 1794.
- 1797-1800 : Yves-Marie Audrein, professeur au collège de Quimper, puis à Louis-le-Grand à Paris, député à la Convention, ayant voté la mort du roi, avec sursis, assassiné par des chouans sur la route de Quimper à Châteaulin en 1800.

## Évêques concordataires
Le diocèse actuel fut établi, lors du concordat de 1801, dans les limites du département du Finistère. Par rapport aux évêchés d'avant la Révolution, il comprend : la majeure partie de l'évêché de Cornouaille (les portions orientales qui s'étendaient jusqu'aux abords de  Pontivy et Quintin ont été rattachées au diocèse concordataire de Saint-Brieuc ; les cantons de Gourin et du Faouët à celui de Vannes), l'évêché de Léon tout entier, trois cantons de celui de Tréguier, (y compris les enclaves de Dol, Lanmeur, Locquirec et Locquénolé) et enfin le canton d'Arzano de l'évêché de Vannes.
Un décret de la Congrégation consistoriale du 23 novembre 1853, enregistré par décret impérial du 13 mars 1854, autorisa l’évêque de Quimper et ses successeurs à joindre à leur titre celui de l'évêché supprimé de Léon.

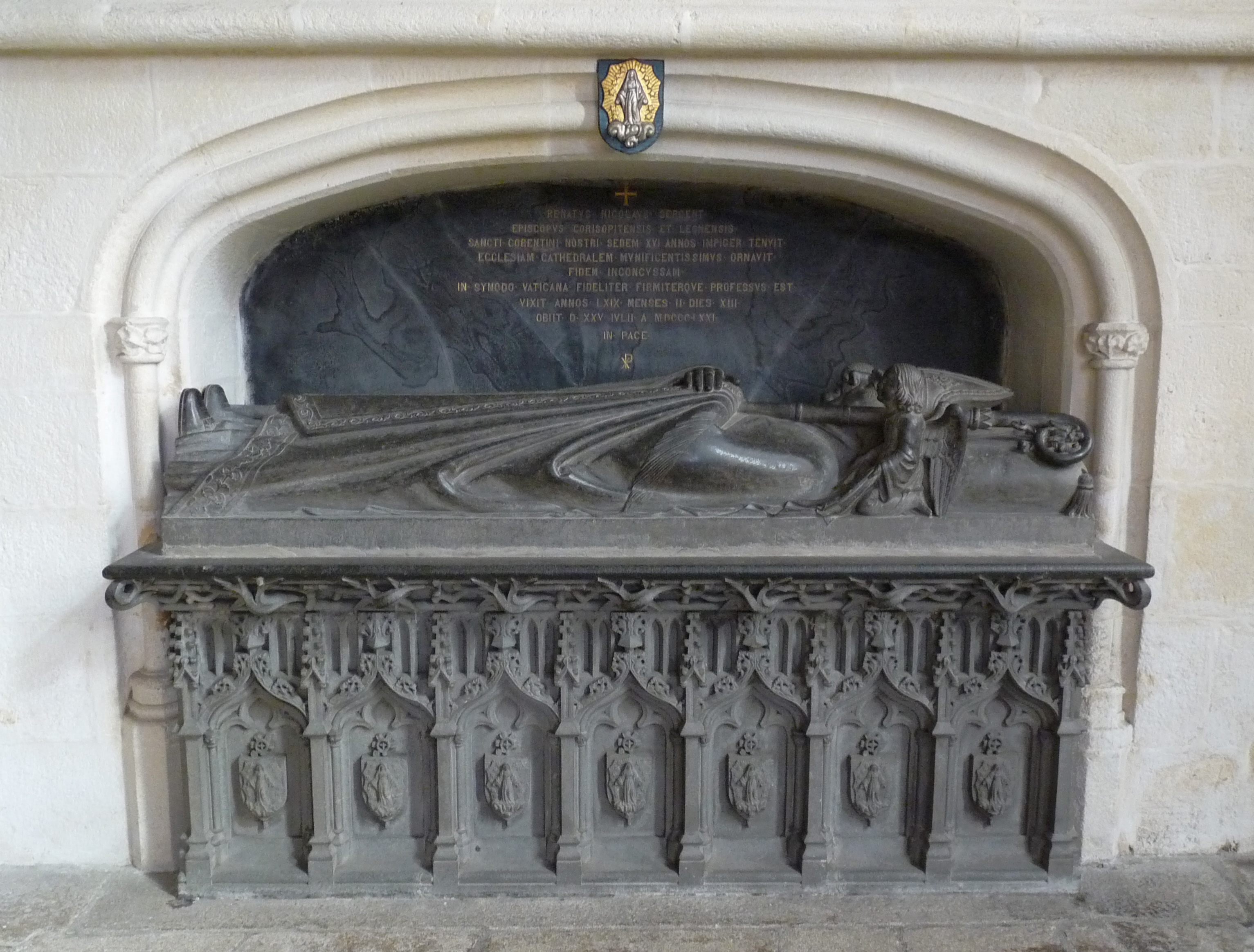
Gisant de René-Nicolas Sergent à la cathédrale de Quimper.

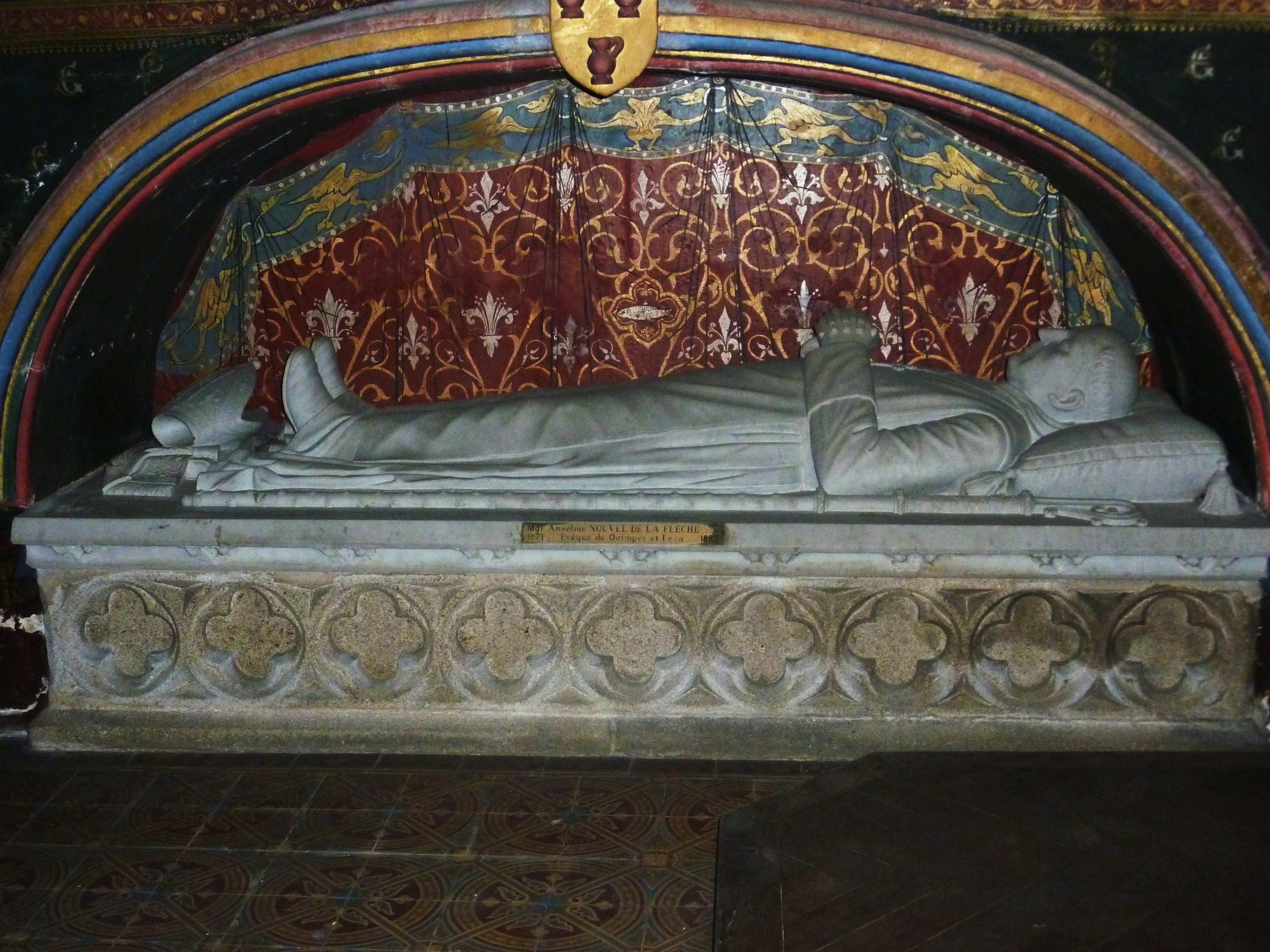
Quimper, cathédrale Saint-Corentin : le gisant de Nouvel de La Flèche.

- 1802-1804 : Claude André, premier évêque concordataire, démissionnaire en 1804 (décédé en 1818)
- 1805-1823 : Pierre-Vincent Dombidau de Crouseilles[1], ouvre le petit séminaire de Pont-Croix en 1823.
- 1824-1840 : Jean-Marie-Dominique de Poulpiquet de Brescanvel.
- 1840-1855 : Joseph-Marie Graveran, élu à l'Assemblée Nationale en 1848.
- 1855-1871 : René-Nicolas Sergent.
- 1872-1887 : Anselme Nouvel de La Flèche, moine bénédictin[2].
- 1887-1892 : Jacques-Théodore Lamarche.
- 1893-1898 : Henri-Victor Valleau, né en 1835 à La Couarde (Ile de Ré), ordination sacerdotale pour le diocèse de La Rochelle et Saintes en 1861, professeur au petit séminaire de Pons de 1861 à 1864, vicaire de 1864 à 1871, curé de 1871 à 1892, chanoine honoraire de la cathédrale de La Rochelle en 1888, évêque du diocèse de Quimper et Léon de 1893 à 1898 (décès).
- 1900-1908 : François-Virgile Dubillard, décédé en 1914, cardinal, archevêque de Chambéry.

## Évêques depuis la séparation des Églises et de l’État en1905
- 1908-1946 : Adolphe Duparc.
- 1947-1968 : André Fauvel, décédé en 1983.
- 1968-1989 : Francis Barbu, décédé en 1991.
- 1989-2007 : Clément Guillon, (eudiste), décédé en 2010.
- 2007-2015 : Jean-Marie Le Vert, (évêque auxiliaire de Meaux de novembre 2005 à 2007).
- depuis le 20 mai 2015 : Laurent Dognin, (évêque auxiliaire de Bordeaux de janvier 2011 à 2015).